# Dominik Farnbacher
Dominik Farnbacher, né le 26 septembre 1984 à Ansbach à Ansbach, est un pilote automobile allemand qui a participé notamment au championnat du monde d'endurance FIA ainsi qu'aux 24 Heures du Mans.

## Biographie

### Débuts en sport automobile
Après avoir piloté en karting de 1996 à 2000, sa carrière débute notamment avec la Formule BMW en 2001 où il termine 9e. Par la suite, il s'engage en Porsche Carrera Cup Allemagne jusqu'en 2006 au sein du Farnbacher Racing qui n'est autre que l'équipe appartenant à son père, puis en Porsche Supercup.

### Orientation vers l'endurance
En 2005, il participe aux 24 Heures de Daytona dans la catégorie GT et l'emporte en GT après 664 tours. Il dispute depuis cette épreuve chaque année et cela est toujours d'actualité en 2016. Dominik Farnbacher pilote d'ailleurs en majorité aux États-Unis puisqu'il a piloté de 2006 à 2013 en American Le Mans Series puis en United SportsCar Championship à la suite de la disparition du championnat. Il participe ainsi à plusieurs épreuves célèbres comme les 12 Heures de Sebring ou le Petit Le Mans. Il a aussi concouru en Rolex Sports Car Series.
Sa carrière est également européenne avec l'European Le Mans Series auquel il a participé en 2006 ainsi que de 2009 à 2011. Cela lui permet de participer en GT aux 24 Heures du Mans en 2006 et de 2009 à 2013. Il y connaît deux abandons et deux deuxièmes places de catégorie.
Au niveau international, il a participé à l’Intercontinental Le Mans Cup et au championnat du monde d'endurance FIA.
Il compte également des saisons en Super GT au Japon.

## Palmarès
- 24 Heures de Daytona : Victoire GT en 2005.

## Résultats en compétition automobile

### Résultats aux 24 Heures du Mans
| Année | Équipe                              | Équipiers                          | Voiture                  | Classe  | Tours | Pos. | Class Pos. |
| ----- | ----------------------------------- | ---------------------------------- | ------------------------ | ------- | ----- | ---- | ---------- |
| 2006  | Seikel Motorsport Farnbacher Racing | Lars-Erik Nielsen Pierre Ehret     | Porsche 996 GT3 RS (996) | GT2     | 320   | 16e  | 2e         |
| 2009  | Hankook Team Farnbacher             | Allan Simonsen Christian Montanari | Ferrari F430 GTC         | GT2     | 183   | Abd  | Abd        |
| 2010  | Hankook Team Farnbacher             | Allan Simonsen Leh Keen            | Ferrari F430 GTC         | GT2     | 336   | 12e  | 2e         |
| 2011  | Hankook Team Farnbacher             | Allan Simonsen Leh Keen            | Ferrari 458 Italia GT2   | GTE Pro | 137   | Abd  | Abd        |
| 2012  | Luxury Racing                       | Frédéric Makowiecki Jaime Melo     | Ferrari 458 Italia GT2   | GTE Pro | 333   | 18e  | 2e         |
| 2013  | SRT Motorsports                     | Ryan Dalziel Marc Goossens         | SRT Viper GTS-R          | GTE Pro | 306   | 25e  | 8e         |